# 孔宪华
孔宪华（1972年9月—），男，中华人民共和国外交官，曾任中华人民共和国驻孟买总领事，现任中华人民共和国驻马尔代夫共和国特命全权大使。

## 生平
孔宪华曾任中国出口信用保险公司河北分公司总经理和信息技术部总经理。2022年7月，出任中华人民共和国驻孟买总领事。2025年3月，自驻孟买总领事离任。4月，出任中华人民共和国驻马尔代夫大使。